# La Pinareja
La Pinareja è una montagna di 2.197 metri della Spagna.

## Caratteristiche
La montagna è collocata in comune di El Espinar (provincia di Segovia), ovvero nella parte sud-orientale della comunità autonoma di Castiglia e León. È il punto più alto della catena montuosa denominata La Mujer Muerta. Dal versante nord della montagna si ha un buon colpo d'occhio sulla pianura di Segovia, mentre il suo versante orientale è esposto verso le valli di Valsaín e río Moros.

## Accesso alla cima

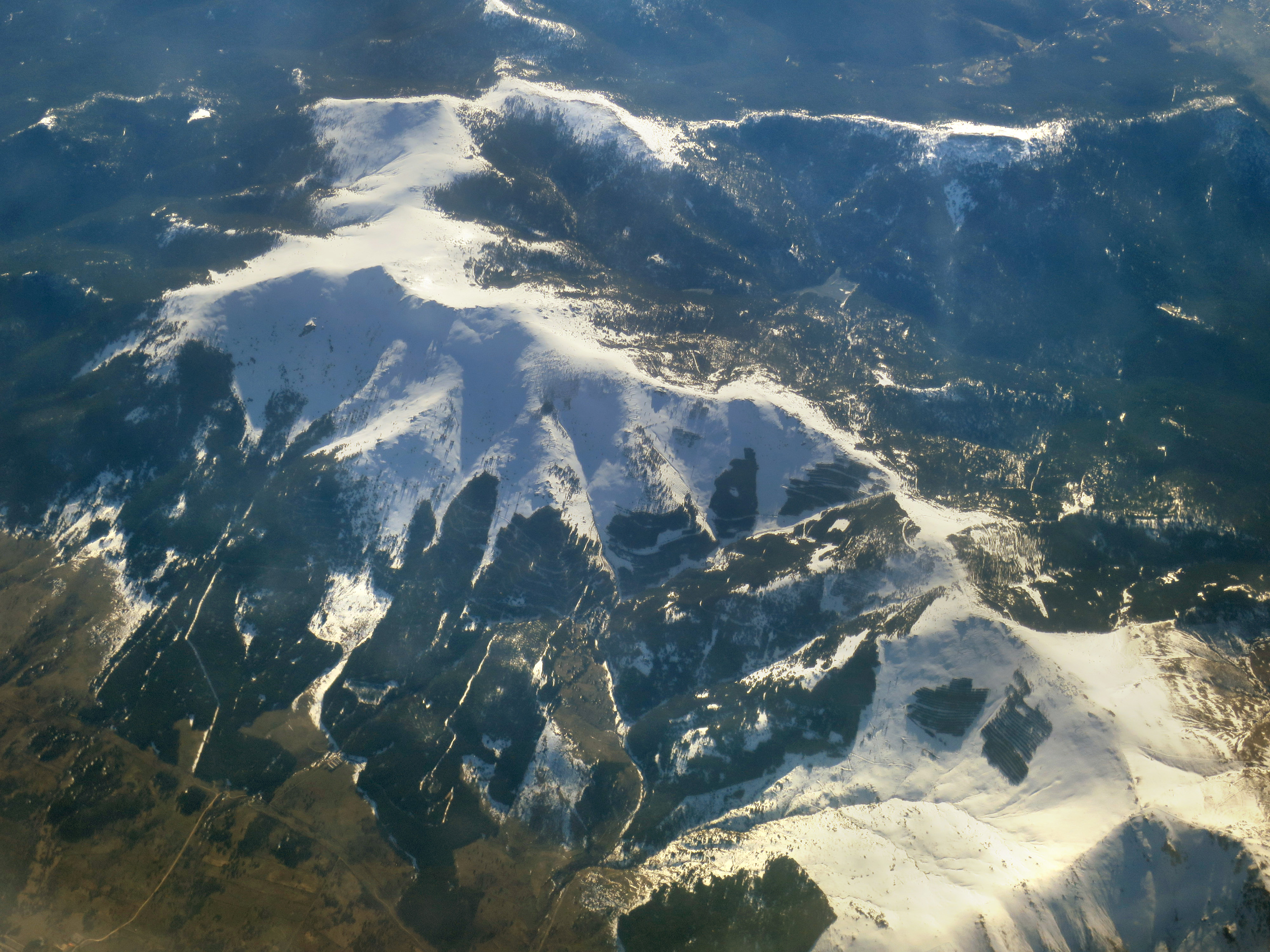
Vista invernale dall'aereo

La cima della Pinareja può essere raggiunta partendo da Cercedilla e transitando per il passo Puerto de La Fuenfría (1796 m s.l.m.), da Navas de Riofrío (1267 m s.l.m.) o dal paese di Revenga (1132 m s.l.m.). Durante l'estate questi itineratri non presentano particolari difficoltà mentre d'inverno la presenza di neve abbondante o di ghiaccio può richiedere l'uso di ramponi e piccozza.